# Den justinianske pest
Den justinianske pest eller den senantikke sorte død var en pandemi, som ramte Det Østromerske Rige (Det byzantinske rige), herunder hovedstaden Konstantinopel, i årene 541–542 e.Kr. Den årsag, som de fleste forskere anser som mest sandsynlig, er, at pandemien var byldepest, som senere blev berygtet for enten at have ført til eller bidraget til Den Sorte Død i 1300-tallet. Pestens sociale og kulturelle nedslag og indvirkning er sammenlignelig med Den Sorte Død. Mellem 40-50 %, næsten halvdelen af befolkningen i Romerriget er antaget at være død under pesten, i alt omkring 25 millioner mennesker.
Hele Europa blev berørt og det er også indikationer på, at den nåede så langt nordpå som til Norge, selv om historiske beviser for det sidste mangler, men den benyttes som den vigtigste forklaring på de ændringer som skete i Norge i 500-tallet. Vesteuropæiske historikere fra 500-tallet mente, at den var verdensomspændende (indenfor datidens kendte verden), og ramte det centrale og sydlige Asien, Nordafrika, Den arabiske halvø og det sydlige og nordlige Europa. Genetiske studier peger mod Kina som hovedkilden til smitten. Frem til omkring 750 kom pesten tilbage for hver ny generation over hele middelhavsregionen. Sygdombølgen havde også en betydelig indvirkning på den fremtidige udvikling i europæisk historie. Moderne historikere har navngivet denne pest efter den østromerske kejser Justinian I, som havde magten på denne tid. Han blev selv smittet, men var en af dem, som overlevede.
Det er en af de dødeligste epidemier nogensinde.

## Oprindelse og spredning
Udbruddet i Konstantinopel er antaget at stamme fra kornskibe fra Egypten. For at skaffe mad til byens befolkning var byen og de omliggende områder afhængig af at store mængder med korn blev importeret, hovedsagelig fra Egypten. Kornskibe kan have været den oprindelige smittekilde, da store offentlige kornlagre tiltrak rotter og fluer. Epidemien blev først rapporteret af den byzantinske historiker Procopios i år 541 i havnebyen Pelusium i Egypten, ikke langt fra Suez.
Han rapporterede at da pesten var på sit højeste, døde 10.000 mennesker i Konstantinopel hver dag, men nøjagtigheden i dette antal er omdiskuteret og det nøjagtige tal er vanskelig at fastslå. Det fortælles imidlertid, at der ikke var plads til at begrave de døde, og ligene blev liggende i hobe i gaderne og på åbne pladser.
Den østromerske kejser Justinian den Store havde benyttet store pengesummer på krigsførelse mod vandalerne i Kartago og det østgotiske kongedømme i Italien. Han havde også afsat betydelige summer til at bygge store kirker som Hagia Sofia. Mens imperiet skulle finansiere disse udgifter, kom pesten og fik katastrofale følger for skatteindkrævningen, selv om kejseren hurtigt fik gennemført en ny lovgivning for mere effektivt at behandle de mængder med arvetvister, som kom i kølvandet på de store antal af døde.
Efterhånden, som sygdommen spredte sig videre til andre havnebyer rundt om Middelhavet, førte den til, at de krigsførende gotere fik nye muligheder i deres strid med Konstantinopel. Pesten svækkede Det byzantinske rige ved et kritisk tidspunkt, da Justinians hær havde erobret næsten hele Italien og den vestlige middelhavskyst. Denne generobring kunne have ført til, at det svækkede Vestromerske rige ville være blevet forenet med det Østromerske rige under fælles kejser for første gang siden år 395. Svækkelsen førte til, at dette ikke skete. Pesten kan også have bidraget til arabernes fremgang få generationer senere i de byzantinsk-arabiske krige.
De langvarige effekter på europæisk og kristen historie var enorm. Justinians kejserlige gambit fejlede til sidst på grund af pestens hærgninger. Tropperne, fordelt ud over store områder, kunne ikke stå imod. Da pesten aftog i smitte, blev Italien generobret, men tropperne formåede ikke at avancere længere nord over. Det østromerske rige holdt på Italien for resten af Justinians liv, men efter, at han døde, tabte imperiet hurtigt alle de områder, som var blevet generobret, undtaget den sydlige del. Italien var hærget af krig og fragmenteret i århundreder, da langobardiske stammer angreb Italien fra nord.

## Giftighed og dødelighed
Det nøjagtige antal af døde vil altid være usikkert. Moderne forskere antager, at pesten dræbte op til 5.000 mennesker daglig i Konstantinopel på pandemiens højdepunkt. Den dræbte i alt måske op til 40% af byens befolkning. Den begyndende pest fortsatte med at dræbe henimod en fjerdedel af den menneskelige befolkning i det østlige del af Middelhavet. Nye, hyppige pestbølger fortsatte at hærge gennem 500-, 600- og 700-tallet, ofte mere lokalt og mindre ondartet. Det er løselig beregnet, at pesten dræbte måske så meget som 100 millioner mennesker over hele verden. En del historikere som eksempelvis Josiah C. Russell (1958) har foreslået, at der var et befolkningstab på mellem 50 og 60 % mellem årene 541 og 700.
Efter 750 skete det ikke flere betydelige epidemiske sygdomme i Europa før Den Sorte Død i 1300-tallet.